# سوزان کورک
سوزان کورک (انگلیسی: Susan Corrock؛ زادهٔ ۳۰ نوامبر ۱۹۵۱) اسکی‌باز آلپاین اهل ایالات متحده آمریکا است.